# Uotilansaari (ö i Birkaland)
Uotilansaari är en ö i Finland. Den ligger i sjön Pyhäjärvi och i kommunen Vesilax i den ekonomiska regionen Tammerfors och landskapet Birkaland, i den södra delen av landet, 150 km nordväst om huvudstaden Helsingfors. Öns area är 0,4 hektar och dess största längd är 80 meter i nord-sydlig riktning.